# شووا (دوره کاماکورا)
شووا (به ژاپنی: 正和 Shōwa)؛ نام یک عصر تاریخی ژاپنی بود. این عصر بعد از اوچو و قبل از بونپو قرار داشت و از مارس ۱۳۱۲ تا فوریه ۱۳۱۷ میلادی به طول انجامید. در طی این عصر امپراتور هانازونو امپراتور ژاپن بود.